# Otto Erich Ebert

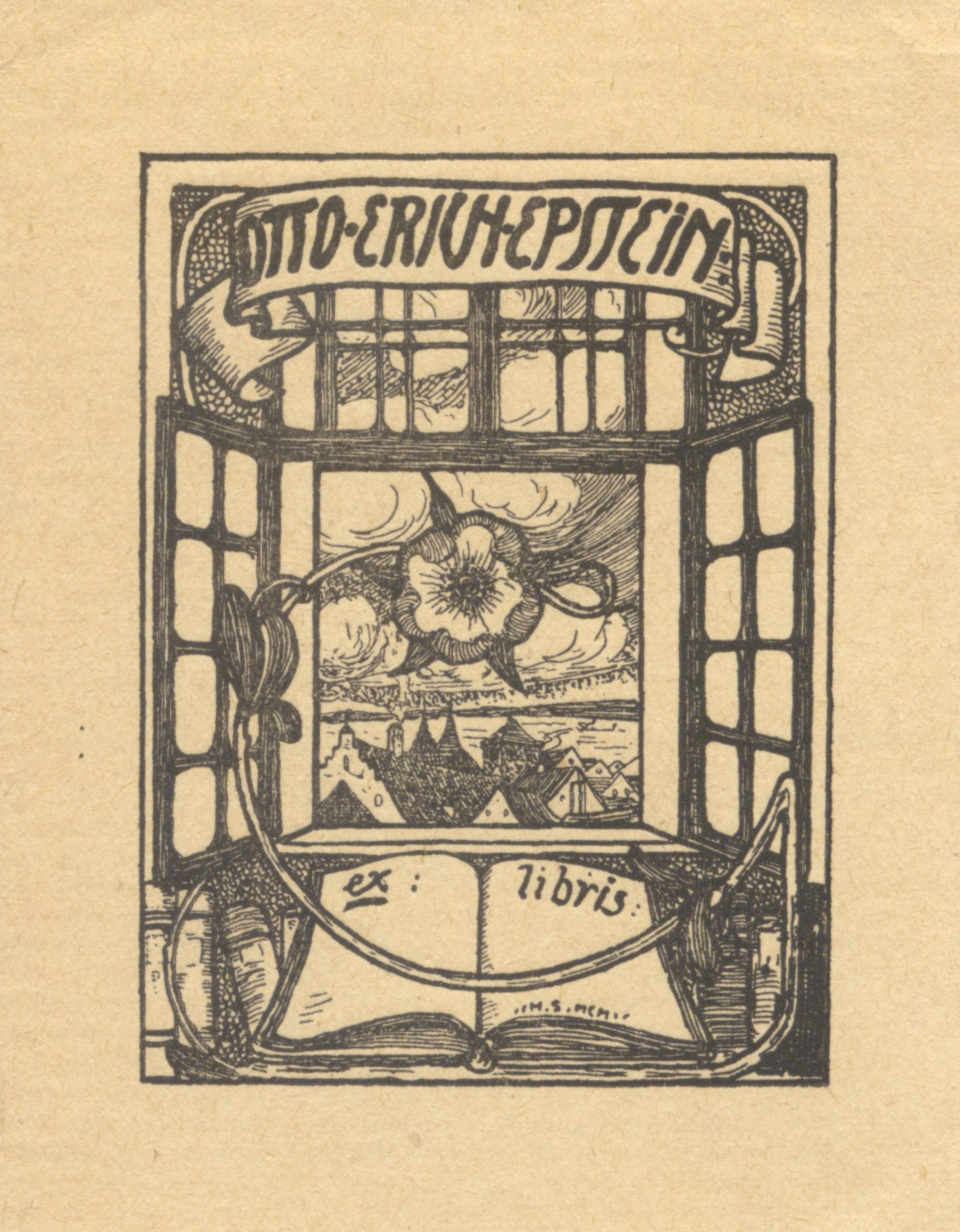
Exlibris von Otto Erich Epstein aus dem Jahr 1905, ein Jahr, bevor er seinen Nachnamen in "Ebert" änderte. Das Exlibris wurde entworfen von Hugo Steiner-Prag.

Otto Erich Ebert (* 19. Mai 1880 in Prag; † 3. September 1934 ebenda) war ein deutscher Bibliothekar. 

## Leben
Ebert war der Sohn des Zahnarztes Heinrich Epstein und seiner Frau Sofie, geb. Feige. Er besuchte das Deutsche Gymnasium in Prag und studierte von anschließend von 1899 bis 1905 Rechtswissenschaften, Geschichte und historische Hilfswissenschaften in Prag und Wien.:S. 289 Er zählte 1901 zu den Gründern der Burschenschaft "Saxonia" Prag im Burschenbunds-Convent. An der Deutschen Universität Prag wurde er 1905 zum Dr. jur. promoviert. 1906 trat er zum Katholizismus über und benannte sich in Ebert um. Er begann im selben Jahr als Praktikant an der Universitätsbibliothek Wien, wo er bis 1920 zum Oberbibliothekar aufstieg.:S. 289 Von 1915 bis 1918 war Ebert im Kriegseinsatz für die Österreichisch-Ungarische Armee. 1915 wurde ihm die silberne Medaille vom Roten Kreuz mit der Kriegsdekoration für seine Tätigkeit als Leiter der Bibliothek des Wiener Universitätshospitals verliehen.
Nach einem Studienurlaub an der Deutschen Bücherei wechselte Ebert 1920 dorthin und wurde 1921 zum stellvertretenden Direktor ernannt.:S. 289 Ab 1927 leitete er die neu eingerichtete Bibliographische Auskunftsstelle.:S. 334 Unter der nationalsozialistischen Herrschaft wurde er schon 1933 aus „rassischen“ Gründen entlassen. Seiner Beurlaubung im August 1933 folgte zum 31. Dezember 1933 die endgültige Entlassung.:S. 576 Im Oktober 1933 heiratete er in Leipzig die Witwe Hedwig (Hedda) Meisenburg, geb. Brückmann. Im September 1934 erlag er einem Schlaganfall, der ihn während eines Besuches seiner Mutter in Prag traf.
Ebert war in erster Linie bibliographisch im Bereich Buchwesen und Hochschulwesen tätig. So bearbeitete er die „Bibliographie des Buchwesens“, die seit 1918 erschien und gab das „Bibliographische Jahrbuch für deutsches Hochschulwesen“ mit heraus, das seit 1912 erschien. Als Mitherausgeber war er auch tätig beim „Literaturblatt für deutsches Hochschulwesen“ und bei der „Minerva-Zeitschrift“.

## Schriften
- zusammen mit Oskar Scheuer: Bibliographisches Jahrbuch für deutsches Hochschulwesen, Bd. 1. Wien Leipzig 1912. GoogleBooks. – Neudruck Nabu Press (2011), ISBN 978-1-24564055-8.
- Aus der Werkstatt von Poeschel & Trepte: ein Beitrag zur Bibliographie des deutschen Privatdrucks. In: Alere flammam. Gesellschaft der Freunde der Deutschen Bücherei, Leipzig 1921, S. 7–37.
- Hochschulkunde: das Schrifttum des Jahres 1924, Leipzig 1925 (Literarisches Zentralblatt für Deutschland. Jahresberichte des Literarischen Zentralblattes über die wichtigsten wissenschaftlichen Neuerscheinungen des gesamten deutschen Sprachgebiets; 1,2).
- Die Privatdrucke und ihre Pflege in der Deutschen Bücherei. In: Die Deutsche Bücherei nach dem ersten Jahrzehnt ihres Bestehens: Rückblicke und Ausblicke. Deutsche Bücherei, Leipzig 1925, S. 1–11.
- Die Neugestaltung der allgemeinen deutschen Bibliographien. In: Zentralblatt für Bibliothekswesen, Bd. 48 (1931), S. 522–526.